# Zarona jasoda
Zarona jasoda är en fjärilsart som beskrevs av De Nicéville 1889. Zarona jasoda ingår i släktet Zarona och familjen juvelvingar. Inga underarter finns listade i Catalogue of Life.